# Zbigniew Kitliński
Zbigniew Kitliński, ps. „Blaszka” (ur. 3 lipca 1947, zm. 15 marca 2007) – polski perkusista jazzowy, członek Polskiego Stowarzyszenia Jazzowego i Związku Artystów Wykonawców STOART.

## Kariera muzyczna
Absolwent Państwowej Wyższej Szkoły Muzycznej w Warszawie. Do września 1970 roku grał w świdnickich i lubelskich zespołach bigbitowych: Tramp, Słowianie i Minstrele.
W latach 70. był członkiem grupy Jazz Carriers; kwintetu, w którego pierwszym składzie, oprócz niego grali: saksofoniści Zbigniew Jaremko, Henryk Miśkiewicz, pianista Paweł Perliński i kontrabasista Marian Komar. Muzycy mają na koncie, nagrany dla Polskich Nagrań album pt. Carry On! (Polish Jazz vol. 34). Ponadto muzyk współpracował m.in. z Alber & Strobel Quintet, z Grupą Organową Krzysztofa Sadowskiego, z Big Warsaw Bandem, z Orkiestrą Studia Polskiego Radia i Telewizji S1 pod dyr. Andrzeja Trzaskowskiego, z grupą Vox. Brał także udział w licznych programach radiowych i telewizyjnych oraz nagrywał płyty z licznymi wykonawcami polskimi i zagranicznymi. W 2002 roku wystąpił w serialu Graczykowie, czyli Buła i spóła, jako członek zespołu Cristal Band.

## Nagrody i wyróżnienia
Utworzony w 1971 roku zespół hard-bopowy Jazz Carriers, którego był perkusistą – zdobył I nagrodę na festiwalu Jazz nad Odrą we Wrocławiu (w kategorii Jazzu nowoczesnego), triumfował także w Přerovie (Czechosłowacja), gdzie dostał złoty medal i tytuł ekstraklasy europejskiej, a także został uznany za najlepszą grupę na festiwalu w Beek en Donk (Holandia. W roku 1972 na festiwalu "Jazz nad Odrą" Kitliński otrzymał nagrodę dla „Najlepszego Muzyka”, a następnie dwukrotnie brał udział w „Jazz Jamboree” w Warszawie.